# Зільдяровська сільська рада
Зільдя́ровська сільська рада (рос. Зильдяровский сельский совет) — муніципальне утворення у складі Міякинського району Башкортостану, Росія. Адміністративний центр — село Зільдярово.

## Населення
Населення — 1343 особи (2019, 1767 в 2010, 2164 в 2002).

## Склад
До складу поселення входять такі населені пункти:
| Населений пункт       | Населення, осіб (2002) | Населення, осіб (2010) |
| --------------------- | ---------------------- | ---------------------- |
| Зільдярово, село      | 978                    | 890                    |
| Ісламгулово, присілок | 312                    | 205                    |
| Каришево, присілок    | 19                     | 11                     |
| Тімяшево, присілок    | 87                     | 64                     |
| Успіх, присілок       | 61                     | 55                     |
| Чияле, присілок       | 12                     | 12                     |
| Шатмантамак, село     | 693                    | 528                    |
| Яшелькуль, присілок   | 2                      | 2                      |